# Miroslav Šmíd (horolezec)
Miroslav Šmíd (11. května 1952 Police nad Metují – 11. září 1993, Lost Arrow, Yosemitský národní park) byl český horolezec a sólolezec, horský filmař a fotograf, spisovatel a organizátor horolezeckých a kulturních akcí. V roce 1981 založil Mezinárodní horolezecký filmový festival v Teplicích nad Metují. Byl autorem několika knih. Zemřel tragicky při skalním lezení v USA.

## Život
S horolezectvím začínal na Ostaši, pokračoval v Adršpachu, kde má na kontě řadu pověstných prvovýstupů. Ve Vysokých Tatrách absolvoval 230 výstupů (z toho 80 v zimě a 25 prvovýstupů), mezi jinými sólový výstup cestou Poslední dostih v tzv. S stěně Velké Javorové věže (1976) a ve Skotsku zimní ledový výstup cestou Glover's Chimney na horu Ben Nevis (1981). Se svými sólovýstupy měl potíže s funkcionáři socialistické tělovýchovy, pro které bylo sólové horolezectví západním výstřelkem, proto je často tajil. Jeho sólovýstupy na Kavkaze byly poté, co se prozradily, urovnávány u sovětských funkcionářů poměrně obtížně. Na situaci reagoval známý kreslený vtip Ludvíka Neorala, ve kterém před typickým sovětským trenérem v teplákách a s píšťalkou na krku stojí „Lančmíd" (Miroslav Šmíd), objímá kolem ramen sněhuláka a říká: „Já že nemám spolulezce?" Za svou sportovní činnost Šmíd i přes sólolezecké aféry za totality obdržel titul Zasloužilý mistr sportu.
Miroslav Šmíd působil v mnoha různých velehorských oblastech a zaznamenal řadu významných výstupů: Alpy (prvovýstup severní stěnou Eigeru v zimě 1978 (skupina Jiří Šmíd, Miroslav Šmíd, Josef Rybička a Jaroslav Flejberk), Dolomity (severní stěna Cima Grande, 1975), Norsko (Trollryggen v zimě, 1976), Kavkaz (sólo v zimě na Donguz Orun, 1983), Pamír (sólo Štít Korženěvské, 1977 a prvovýstup 1979), Fanské hory, Andy (prvovýstup Yerupajá Sur sólo, 1980), Yosemity (sólo Dihedral Wall na El Capitan, 1978), Patagonie (Fitz Roy a Cerro Torre, 1990), Aljaška (Denali 1989, 1991 a 1993). Vystoupil i na horu Mount Kenya v Africe (1986), sólo s cepíny a bez jištění přelezl také 400 m vysokou ledovou cestu Diamantový kuloár na Mount Kenya . Účastnil se i expedic v Himálaji (Lhoce Šar, Dhaulágirí, 1984; Mount Everest, 1987). Podnikal i náročné sólovýstupy (např. Ama Dablam, 1986).
Lákalo ho vše dobrodružné, byl i průkopníkem českého horského paraglidingu. Známý je jeho seskok z hory Bžeduch na Kavkaze, který skončil těžkým zraněním, a to zlomenou pánví při přistání na moréně.
Zemřel 11. září 1993 za nevyjasněných okolností při lezení v Yosemitském národním parku při sólovém výstupu cesty Lost Arrow. Podle všeho spadl těsně pod vrcholem, který zdolával nejištěn. Veškeré vybavení bylo nalezeno na poslední polici pod vrcholem. Tělo objevil na dně soutěsky mezi masivy a věží jeden z jeho kamarádů. Na základě identifikace chrupu bylo prohlášeno za tělo Míry Šmída.

## Filmy
- 1983
- Ama Dablam
- Bojogenes direct
- Bouldering
- Climbing wall
- Dhaulagiri
- Dva kroky od vrcholu
- Fanské hory
- Festival
- Fucking brilliant
- Horolezci pionýři
- Huascaran
- Ice climbing
- India today
- Italové na bumerandgu
- Jama a kyvadlo
- Kavkaz 83
- Kavkaz v zimě
- La catedral de hielo
- Ledy
- Lhotce Shar 84
- Milenci v zimě
- Nedbalky Lhotce Shar 84
- Paklenica 82
- Pamir 79
- Paprika po italsku
- Patagonie
- Prásknutí bičem
- Rumunsko 81
- Safari day in Kenya
- Skialpinismus
- Vertikaly jeskynni života

## Dílo
- ŠMÍD, Miroslav. Dva kroky od vrcholu : horolezecká expedice Dhaulágiri 1984. Praha: Mladá fronta, 1989. 159 s.
- ŠMÍD, Miroslav. Ze života horolezce. Praha: Olympia, 1991. 153 s.
- ŠMÍD, Miroslav. Tropický led. Brno: Montana, 1994. 80 s.
- ŠMÍD, Miroslav. Cesty a návraty (Ze života horolezce, 1952-1993). Náchod: Juko, 2008. 239 s. ISBN 978-80-86213-42-2.

### Filmové dokumenty
- Petr Schnabl: Vzpomínka na Dhaulagiri (Česko, 2014, 30 min), včetně záběrů (od) Miroslava Šmída